# Tillandsia cauligera
Espèce
Classification phylogénétique
Tillandsia cauligera Mez est une espèce de plantes à fleurs de la famille des Bromeliaceae.
L'épithète cauligera signifie « qui porte une tige » et se rapporte à l'aspect général de la plante.

## Protologue et Type nomenclatural
Tillandsia cauligera Mez, in Repert. Spec. Nov. Regni Veg. 3: 42 (1906)
Diagnose originale :
« Foliis caulem elongatum dense quaquaverse vestientibus, utrinque lepidibus magnis dense dispositis pruinoso-micantibus; scapo elongato folia plus quam duplo superante; inflorescentia simplicissima, laxiuscule flabellata; bracteis ad 25 mm longis sepala multo superantibus; floribus erectis; sepalis antico libero posticis binis inter sese ad 3 mm connatis; petalis in alabastro violaceis. »
Type : Mez cite comme type deux spécimens à B, collectés par Weberbauer à des dates et lieux différents : n° 2415 et n° 4050, l'un fleuri l'autre non, mais ne précise pas lequel il choisit comme holotype. Le type est, en toute logique, l'exemplaire fleuri mais sa désignation n'est pas explicite : leg. Weberbauer, n° 4050, 1904-05-15 ; « dept. Cajamarca prope Hualgayoc, ad Hacienda La Tahona, alt. 2600 m » ; [Holotypus] B (Her. Berol.).

## Synonymie
(aucune)

## Écologie et habitat
- Biotype : plante herbacée vivace, rameuse ; saxicole[1], rupicole[2] ou terrestre[2].
- Habitat : falaises[2].
- Altitude : 2500-3000 m[2] ; 2400-3100 m[3].

## Distribution
- Amérique du sud :
  -  Pérou
    - Cajamarca [1]
    - Tarma [2]
    - Cuzco[2]

## Comportement en culture
Culture délicate.